# Liste der schwedischen Botschafter beim Heiligen Stuhl
Dies ist die Liste der schwedischen Botschafter beim Heiligen Stuhl in Rom. Seit 2001 ist der Botschafter nicht mehr resident in Rom. 

## Botschafter
1983: Aufnahme diplomatischer Beziehungen
- 1983–1986: Gunnar Ljungdahl
- 1987–1988: Bengt Friedman
- 1988–1992: Lars Bergquist
- 1992–1993: Torsten Ericsson; Geschäftsträger
- 1993–1994: Tom Tscherning
- 1994–1996: Torsten Örn
- 1996–1999: Anders Thunborg
- 1999–2001: Bo Henrikson
- 2002–2008: Fredrik Vahlquist
- 2008–2013: Ulla Gudmundson
- 2013–heute: Lars-Hjalmar Wide